# You and Me (песня Takasa)
«You and Me» (рус. Ты и я) — песня швейцарской группы «Takasa», с которой они представляли Швейцарию на музыкальном конкурсе песни «Евровидение 2013». Автором песни является Георг Счлунеггер.

## Позиции в чартах
| Чарт (2012)                     | Наивысшая позиция |
| ------------------------------- | ----------------- |
| Швейцария (Schweizer Hitparade) | 21                |

## Хронология релиза
| Страна    | Дата                 | Лейбл           | Формат           |
| --------- | -------------------- | --------------- | ---------------- |
| Швейцария | 14 декабря 2012 года | HitMill Records | Digital download |
| Германия  | 14 декабря 2012 года | HitMill Records | Digital download |